# Manuel Werner
Manuel Werner (* 18. Mai 1948 in Braunschweig) ist ein deutscher Fernsehmoderator und Restauranttester. Manuel Werner ist der Sohn der Schauspieler Elfriede Rückert und Carlos Werner. Er moderierte von 1997 bis 2018 das Gastronomiemagazin Ars Vivendi auf dem privaten Ballungsraumsender TV.Berlin.

## Werdegang
Manuel Werner absolvierte nach dem Abitur in Bergisch Gladbach ein Fachstudium zum Kameramann in Berlin. Anschließend schloss er ein Studium der Publizistik, Soziologie und Politologie an der FU Berlin mit dem Magister ab. Nach einer mehrjährigen Selbstständigkeit als Journalist gründete er die TV-Produktionsfirma Feature Video GmbH, die seit 1985 Sendungen auf dem Mischkanal im Berliner Kabelnetz zeigte, darunter „Nachtschau“ und „Rock Shock“.
Werner war 1991 einer der Gründungsgesellschafter von Fernsehen aus Berlin (FAB), einem privaten Fernsehsender, der 2009 Insolvenz anmelden musste. Im FAB produzierte Werner unter anderem die Sendungen „Partnerwahl“, „Die andere Wirklichkeit“, „Theater-Theater“ sowie „Handicap, Wellness & more“. Werner war auch als Moderator des Gastronomiemagazins Ars Vivendi zu sehen. Nach der Insolvenz von FAB wurde das Magazin von TV Berlin ausgestrahlt.

## Resonanz
Seine Moderatorenrolle trifft in der Presse auf eine unterschiedliche Resonanz. So schrieb die Berliner Zeitung über ihn: „Es ist schwer, in der heutigen Fernsehzeit ein Original zu bleiben. Manuel Werner hat es wohl geschafft. Sein Auftritt hat etwas entrückt Unzeitgemäßes. Der Schnauzbart, unter dem ein immer währendes Lächeln sitzt, wie festgewachsen, verleiht seinem Gesicht einen verdächtigen Ausdruck.“. Das Stadtmagazin tip Berlin nannte ihn „speziell“, da er optisch ein „bisschen an Magnum-Darsteller Tom Selleck erinnert“. Der Tagesspiegel beschreibt ihn als den „Mann mit dem Schnauz, den silbernen Haaren und dem Gesicht in permanenter Kaubewegung.“ Ars Vivendi und Manuel Werner werden auch als „Kult“ eingestuft, so resümiert die Berliner Zeitung: „Die sonore Stimme, die einzigartige Sprachgeschwindigkeit, die unvergleichliche Wortwahl – Manuel Werner ist Kult …“